# تاريخ كنيسة إنجلترا

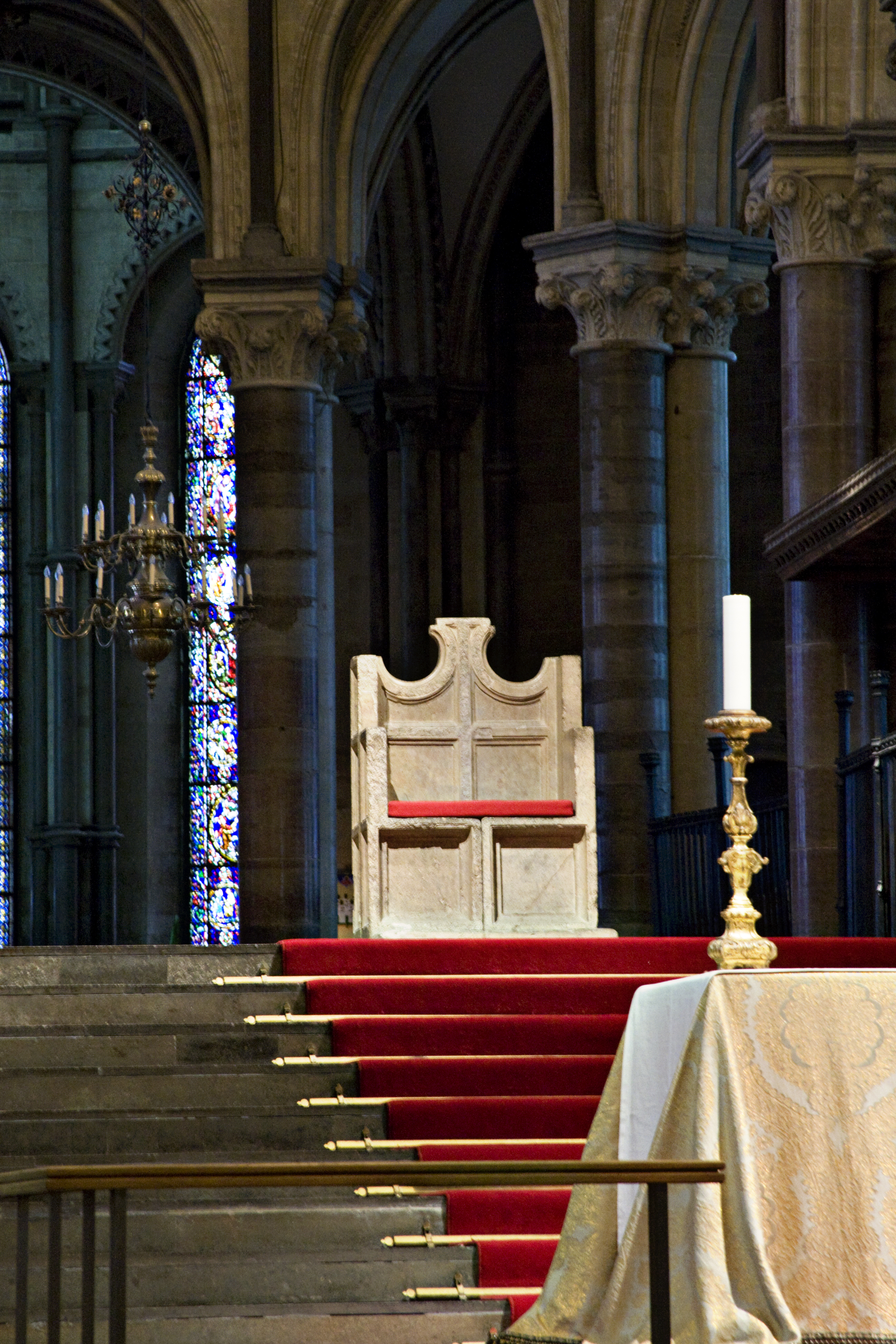
عرش القديس أوغسطين في كاتدرائية كانتربري، كنت.

يعود تاريخ كنيسة إنجلترا إلى عام 597. إذ بدأ في ذلك العام تنصير الأنجلوسكسونيين على يد مجموعة من المبشرين، أرسلهم البابا بقيادة أوغسطين. أصبح أوغستين أول رئيس أساقفة لكانتربري. كانت الكنيسة الإنجليزية طوال فترة العصور الوسطى جزءًا من الكنيسة الكاثوليكية تحت حكم البابا في روما. حصلت الكنيسة على العديد من الامتيازات القانونية عبر السنين وجمعت ثروات كبيرة وممتلكات كثيرة. كان ذلك غالبًا نقطة خلاف بين ملوك إنجلترا والكنيسة.
خلال الإصلاح الإنجليزي، الذي بدأ في عهد هنري الثامن، أُلغيت السلطة البابوية في إنجلترا وأصبح الملك الرئيس الأعلى لكنيسة إنجلترا. عمل هنري على حل الأديرة وصادر ممتلكاتها. أُعيد توحيد الكنيسة لفترة وجيزة مع روما في عهد ماري الأولى لكنها انقسمت مرة أخرى في عهد إليزابيث الأولى. أسست التسوية الدينية الإليزابيثية كنيسة إنجلترا ككنيسة بروتستانتية محافظة. خلال ذلك الوقت، اعتُمد كتاب صلاة الجماعة باعتباره الشعيرة الدينية الرسمية للكنيسة واتُخذت المواد التسعة والثلاثين بمثابة بيان مذهبي. لا تزال هذه الرموز تمثل مظاهر مهمة عن الأنجليكانية.
فشلت التسوية في إنهاء الخلافات الدينية. وإن امتثل معظم السكان تدريجيًا لكنيسة الدولة، ظلت أقلية من العصاة مخلصة للروم الكاثوليك. داخل كنيسة إنجلترا، ضغط أتباع البيوريتانية لإزالة ما اعتبروه انتهاكات بابوية من الشعائر الكنسية والاستعاضة عن الأساقفة بنظام المشيخية الذي يتساوى فيه جميع الرهبان. بعد وفاة إليزابيث، تحدت كنيسةٌ عليا البيوريتانيين، وتمثلت هذه الكنيسة بالجماعة الأرمينيانية التي حازت على السلطة في عهد تشارلز الأول. سمحت الحرب الأهلية الإنجليزية والإطاحة بالنظام الملكي، للبيوريتانيين بمتابعة أجندتهم الإصلاحية وإلغاء التسوية الإليزابيثية. بعد استرداد الملكية عام 1660، أُجبر البيوريتانيون على الخروج من كنيسة إنجلترا. بدأ الأنجليكان في تعريف كنيستهم على أنها وسيلة أو نهج وسطي بين أطراف النقيض الدينية المتمثلة بالكاثوليكية الرومانية والبروتستانتية؛ الأرمينيانية والكالفينية؛ الكنيسة العليا والكنيسة الدنيا.
في القرنين الثامن عشر والتاسع عشر، ساهمت حركات الإحياء في ظهور الأنجليكانية الإنجيلية. في القرن التاسع عشر، أدت حركة أكسفورد إلى ظهور الأنجلو كاثوليكية، حركة تشدد على التراث الكاثوليكي لكنيسة إنجلترا. مع نمو الإمبراطورية البريطانية، اعتُمدت الكنائس الأنجليكانية في أجزاء أخرى من العالم. تعتبر هذه الكنائس أن كنيسة إنجلترا هي الكنيسة الأم، وتتبع دور قيادي في الاتحاد الأنجليكاني.
لمعرفة التاريخ العام عن المسيحية في إنجلترا، انظر تاريخ المسيحية في بريطانيا.

## العصور الوسطى

### الفترة الأنجلوسكسونية (597 – 1065)
تُظهر الأدلة وجود المسيحية في بريطانيا الرومانية منذ القرن الثالث. طور سكان الجزيرة تقليدًا مسيحيًا مميزًا عُرف باسم المسيحية الكلتية. توقفت الإمبراطورية الرومانية عن حكم بريطانيا بعد عام 409. تعرض الرومان البريطانيون بعد ذلك للغزو على يد الشعوب الجرمانية المعروفة مجتمعة باسم الأنجلوسكسونيين. مارس السكان الجدد الوثنية الأنجلوسكسونية، واقتصرت الكنيسة الكلتية على كورنوال وويلز.
في ثمانينيات القرن السادس، تزوج أيثيلبيرت، ملك كينت، من أميرة الفرنجة بيرثا. سُمح لبيرثا بالإبقاء على دينها المسيحي وكان برفقتها رجال دين، من بينهم أسقف فرنجي يدعى ليودهارد. قدم لها زوجها كنيسة سانت مارتن، كنيسة رومانية بريطانية خارج كانتربري، لتمارس عبادتها فيها. طلب أيثيلبيرت من البابا غريغوري الأول إرسال مبشرين، متأثرًا بزوجته على الأرجح، وفي عام 596 أوفد البابا الراهب أوغستين، إلى جانب مجموعة من القساوسة والرهبان. وصلت هذه البعثة الغريغورية في عام 597. في عيد الميلاد، حصلت عمادة جماعية شهدت اعتناق نحو 10,000 شخص للمسيحية. عُمد أيثيلبيرت عام 601.
على مدى السنوات القليلة اللاحقة، نظم البابا غريغوري وأوغستين الكنيسة الإنجليزية. وإن كانت الكنيسة تحت السلطة البابوية جوهريًا، فقد تقرر تقسيمها إلى ولايتين كنسيتين، يحكم كل منها مطران أو رئيس أساقفة. وتكون يورك مقر الولاية الشمالية وفي لندن مقر الولاية الجنوبية. كان أوغستين، بصفته رئيس أساقفة الولاية الجنوبية، يتمتع بالسلطة العليا على الكنيسة الإنجليزية بأكملها. لم ينتقل أوغستين وخلفاؤه إلى لندن أبدًا، بل ظلوا في كانتربري. لا زال هذا التقسيم بين ولاية كانتربري تحت حكم رئيس أساقفة كانتربري وولاية يورك تحت حكم رئيس أساقفة يورك، مستمرًا في القرن الحادي والعشرين. والمثير للجدل أن البابا غريغوري منح أوغستين السلطة على الأساقفة البريطانيين الكلتيين الأصليين. ردًا على ذلك، رفض الأساقفة البريطانيون التعاون مع المبشرين الرومان. اختلفت الكنائس الكلتية والرومانية حول عدة قضايا. كان أهمها تاريخ عيد الفصح. كانت هناك اختلافات أخرى حول عادات المعمودية وأسلوب حلاقة الشعر الذي يعتمده الرهبان.
في عام 625، غادر الراهب الإيطالي بولينوس كينت برفقة أثيلبورغا أميرة كينت، التي تزوجت من إدوين ملك نورثمبريا. عُمد إدوين عام 627، وأصبح بولينوس أول أسقف ليورك. فر باولينوس بعد هزيمة إدوين ومقتله في إحدى المعارك عام 633. روج ملك نورثمبريا الجديد، أوزوالد، للتقليد المسيحي الكلتي كما يُمارس في إيونا، مركز الرهبنة الكلتية. أنشأ القديس أيدان ديرًا في ليندسفارن. استمرت التوترات في عهد الملك أوزوالد، بين أتباع التقليدين الروماني والكلتي. لتسوية الأمور، استدعى أوزوالد سينودوس ويتبي عام 664. قدم كلا الجانبين حججًا، لكن الملك قرر اتباع نورثمبريا للتقليد الروماني. اتُخذ قراره على أساس السلطة: تفوق خلفاء القديس بطرس على خلفاء القديس كولومبا.
في عام 668، أصبح ثيودور الطرسوسي رئيس أساقفة كانتربري. وساهم في تنظيم المسيحية في إنجلترا، وإصلاح العديد من سمات إدارة الكنيسة. في سينودس هيرتفورد عام 672، اعتُمدت القوانين الكنسية لتحقيق قدر أكبر من الوحدة، وكان من بينها لزوم انعقاد مجلس سنوي في كلوفيشو من قِبل الأساقفة الإنجليز. حدثت عملية إعادة تنظيم كبرى للكنيسة الإنجليزية في أواخر القرن الثامن. أراد أوفا ملك مرسيا أن يكون لمملكته رئيس أساقفة لأن رئيس أساقفة كانتربري كان أيضًا قطبًا كنتيًا كبيرًا. في عام 787، رفّع مجلس الكنيسة الإنجليزية الذي حضره اثنان من المندوبين البابويين أبرشية ليتشفيلد إلى مطرانية. أصبح حينها في إنجلترا ثلاث ولايات: يورك وليتشفيلد وكانتربري. لكن هذا الترتيب أُلغي في عام 803، واستحوذت ولاية كانتربري على ليتشفيلد تحت ظلها.
في البداية، كانت الأبرشية الوحدة الإدارية الوحيدة في الكنيسة الأنجلوسكسونية. خدم الأسقف الأبرشية من بلدة الكاتدرائية بمساعدة مجموعة من القساوسة معروفة باسم حاشية الأسقف. تعين على هؤلاء القساوسة إجراء التعميد ونشر التعاليم وزيارة الأجزاء البعيدة من الأبرشية. أُوفد أفراد الحاشية الدينية إلى مقرات هامة أخرى، وأُطلق عليها اسم كنائس كاتدرائية. شهدت إنجلترا غارات من الفايكنغ، بدأت في أواخر القرن الثامن. كانت الأديرة والكنائس الكاتدرائية أهدافًا مفضلة لأن الكثير من ثروة إنجلترا المنقولة كانت محفوظة هناك على شكل صلبان ذهبية وأطباق مذبح ومجوهرات تزين القطع الأثرية وأناجيل مزخرفة بالذهب والمعادن الثمينة الأخرى. تحولت الغارات في النهاية إلى حروب غزو واحتُلت ممالك نورثمبريا وأنجليا الشرقية وأجزاء من مرسيا (انظر دانلو).